# Lista de espécies de orquídeas brasileiras

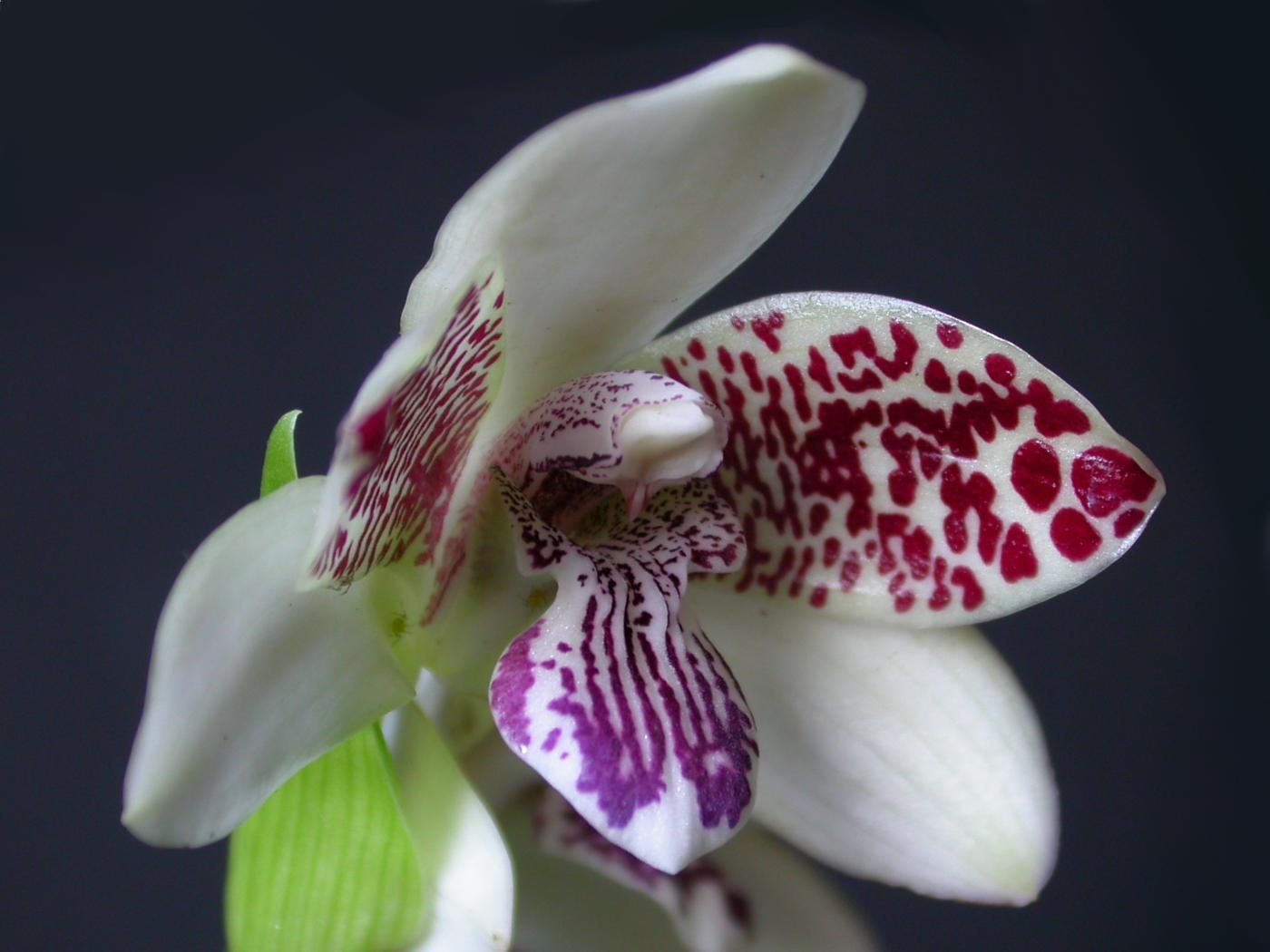
Pabstia jugosa
Pabstia é um gênero do orquídeas cujo nome homenageia o botânico brasiliero Guido Pabst.

Esta é a Lista das orquídeas do Brasil baseada no livro Orchidaceae Brasilienses (1980), de Pabst & Dungs, a qual foi atualizada para incluir todas as mudanças taxonômicas, novas ocorrências relatadas, novas espécies descobertas e espécies que foram esclarecidas, segundo as publicações mais recentes referidas na Checklist of Orchidaceae of Brazil do banco de dados do Royal Botanic Garden, Kew.

## A
| 1. Acianthera acuminatipetala 2. Acianthera adamantinensis 3. Acianthera adirii 4. Acianthera agathophylla 5. Acianthera aphthosa 6. Acianthera aveniformis 7. Acianthera bicarinata 8. Acianthera bidentata 9. Acianthera bidentula 10. Acianthera binotii 11. Acianthera bohnkiana 12. Acianthera brachiloba 13. Acianthera breviflora 14. Acianthera capanemae 15. Acianthera caparaoensis 16. Acianthera casapensis 17. Acianthera ciliata 18. Acianthera crinita 19. Acianthera cristata 20. Acianthera cryptophoranthoides 21. Acianthera dichroa 22. Acianthera dutrae 23. Acianthera enianthera 24. Acianthera exarticulata 25. Acianthera exdrasii 26. Acianthera fabiobarrosii 27. Acianthera fockei 28. Acianthera glanduligera 29. Acianthera glumacea 30. Acianthera gracilisepala 31. Acianthera guimaraensii 32. Acianthera hamosa 33. Acianthera heliconiscapa 34. Acianthera heringeri 35. Acianthera hoffmannseggiana 36. Acianthera inaequalis 37. Acianthera jacarepaguaensis 38. Acianthera johannensis 39. Acianthera klotzschiana 40. Acianthera leptotifolia 41. Acianthera limae 42. Acianthera luteola 43. Acianthera macropoda 44. Acianthera macuconensis 45. Acianthera marumbyana 46. Acianthera micrantha 47. Acianthera miqueliana 48. Acianthera modestissima 49. Acianthera murexoidea 50. Acianthera muscicola 51. Acianthera nemorosa 52. Acianthera ochreata 53. Acianthera octophrys 54. Acianthera oligantha 55. Acianthera panduripetala 56. Acianthera papillosa 57. Acianthera parahybunensis 58. Acianthera pardipes 59. Acianthera pavimentata 60. Acianthera pectinata 61. Acianthera per-dusenii 62. Acianthera pernambucensis 63. Acianthera prolifera 64. Acianthera pubescens 65. Acianthera ramosa 66. Acianthera recurva 67. Acianthera rostellata 68. Acianthera saundersiana 69. Acianthera saurocephala 70. Acianthera serpentula 71. Acianthera serrulatipetala 72. Acianthera silvae 73. Acianthera sonderiana 74. Acianthera smithiana 75. Acianthera spilantha 76. Acianthera strupifolia 77. Acianthera subrotundifolia 78. Acianthera sulcata 79. Acianthera teres 80. Acianthera tricarinata 81. Acianthera tristis 82. Acianthera variegata 83. Acianthera wageneriana 84. Acianthera welsiae-windischiae 85. Acianthera yauaperyensis 86. Acianthera hystrix 87. Acianthera karlii 88. Acianthera auriculata 89. Acianthera caldensis 90. Acianthera capillaris 91. Acianthera duartei 92. Acianthera gracilis 93. Acianthera freyi 94. Acianthera hygrophila 95. Acianthera malachantha 96. Acianthera muscosa 97. Acianthera myrticola 98. Acianthera purpureoviolacea 99. Acianthera wawraeana 100. Acianthera atropurpurea 101. Acianthera crepiniana 102. Acianthera hatschbachii 103. Acianthera mantiquyrana 104. Acianthera cryptantha 105. Acianthera fenestrata 106. Acianthera jordanensis 107. Acianthera langeana 108. Acianthera minima 109. Cryptophoranthus minutus 110. Acianthera punctata | 1. Acineta alticola 2. Adamantinia miltonioides 3. Aganisia cyanea 4. Aganisia fimbriata 5. Aganisia pulchella 6. Aganisia rosariana 7. Anathallis acuminata 8. Anathallis aristulata 9. Anathallis bleyensis 10. Anathallis bocainensis 11. Anathallis bolsanelloi 12. Anathallis caroli 13. Anathallis convallium 14. Anathallis depauperata 15. Anathallis dryadum 16. Anathallis eugenii 17. Anathallis ferdinandiana 18. Anathallis fernandiana 19. Anathallis flammea 20. Anathallis gert-hatschbachii 21. Anathallis guarujaensis 22. Anathallis heterophylla 23. Anathallis jordanensis 24. Anathallis linearifolia 25. Anathallis malmeana 26. Anathallis nectarifera 27. Anathallis obovata 28. Anathallis ourobranquensis 29. Anathallis pabstii 30. Anathallis petersiana 31. Anathallis pubipetala 32. Anathallis pusilla 33. Anathallis puttemansii 34. Anathallis radialis 35. Anathallis reedii 36. Anathallis rubens 37. Anathallis sclerophylla 38. Anathallis simpliciglossa 39. Anathallis spannageliana 40. Anathallis sororcula 41. Anathallis ypirangae 42. Anathallis adenochila 43. Anathallis aquinoi 44. Anathallis barbulata 45. Anathallis brevipes 46. Anathallis ciliolata 47. Anathallis corticicola 48. Anathallis fastigiata 49. Anathallis funerea 50. Anathallis gehrtii 51. Anathallis githaginea 52. Anathallis helmutii 53. Anathallis imberbis 54. Anathallis imbricata 55. Anathallis kautskyi 56. Anathallis kleinii 57. Anathallis laciniata 58. Anathallis lichenophila 59. Anathallis limbata 60. Anathallis lobiserrata 61. Anathallis microblephara 62. Anathallis microgemma 63. Anathallis microphyta 64. Anathallis paranaensis 65. Anathallis paranapiacabensis 66. Anathallis peroupavae 67. Anathallis petropolitana 68. Anathallis polygonoides 69. Anathallis recurvipetala 70. Anathallis rubrolimbata 71. Anathallis rudolfii 72. Anathallis seriata 73. Anathallis sertularioides 74. Anathallis tigridens 75. Anathallis vitorinoi 76. Anathallis welteri 77. Aspasia lunata 78. Aspasia principissa 79. Aspasia silvana 80. Aspasia variegata 81. Aspidogyne argentea 82. Aspidogyne bidentifera 83. Aspidogyne bruxelii 84. Aspidogyne commelinoides 85. Aspidogyne confusa 86. Aspidogyne debilis 87. Aspidogyne decora 88. Aspidogyne fimbrillaris 89. Aspidogyne foliosa 90. Aspidogyne hylibates 91. Aspidogyne juruenensis 92. Aspidogyne kuczynskii 93. Aspidogyne lindleyana 94. Aspidogyne longicornu 95. Aspidogyne mendoncae 96. Aspidogyne metallescens 97. Aspidogyne mystacina 98. Aspidogyne pedicellata 99. Aspigodyne platensis 100. Aspidogyne pumila 101. Aspidogyne repens 102. Aspidogyne rosea 103. Aspidogyne stigmatoptera |

## B
| 1. Barbosella australis 2. Barbosella cogniauxiana 3. Barbosella crassifolia 4. Barbosella dusenii 5. Barbosella gardneri 6. Barbosella macaheensis 7. Barbosella microphylla 8. Barbosella miersii 9. Barbosella orbicularis 10. Barbosella spiritu-sanctensis 11. Barbosella trilobata 12. Baskervilla paranaensis 13. Batemannia colleyi 14. Batemannia lepida 15. Beloglottis costaricensis 16. Bifrenaria atropurpurea 17. Bifrenaria aureofulva 18. Bifrenaria calcarata 19. Bifrenaria charlesworthii 20. Bifrenaria clavigera 21. Bifrenaria harrisoniae 22. Bifrenaria inodora 23. Bifrenaria leucorhoda 24. Bifrenaria longicornis 25. Bifrenaria mellicolor 26. Bifrenaria racemosa 27. Bifrenaria silvana 28. Bifrenaria stefanae 29. Bifrenaria steyermarkii 30. Bifrenaria tetragona 31. Bifrenaria tyrianthina 32. Bifrenaria venezuelana 33. Bifrenaria verboonenii 34. Bifrenaria vitellina 35. Bifrenaria wittigii 36. Bipinnula biplumata 37. Bipinnula canisii 38. Bipinnula ctenopetala 39. Bletia catenulata 40. Bletia purpurea 41. Brachionidium brevicaudatum 42. Brachionidium longicaudatum 43. Brachionidium neblinense 44. Brachionidium parvifolium 45. Brachionidium restrepioides 46. Brachionidium tuberculatum 47. Brachystele bicrinita 48. Brachystele bracteosa 49. Brachystele camporum 50. Brachystele cyclochila 51. Brachystele dilatata 52. Brachystele guayanensis 53. Brachystele pedicellata 54. Brachystele scabrilingua 55. Brachystele subfiliformis 56. Brachystele widgrenii 57. Braemia vittata 58. Brasiliorchis barbozae 59. Brasiliorchis chrysantha 60. Brasiliorchis consanguinea 61. Brasiliorchis gracilis 62. Brasiliorchis heismanniana 63. Brasiliorchis kautskyi 64. Brasiliorchis marginata 65. Maxillaria moutinhoi 66. Brasiliorchis phoenicanthera 67. Brasiliorchis picta 68. Brasiliorchis polyantha 69. Brasiliorchis porphyrostele 70. Brasiliorchis schunkeana 71. Brasiliorchis ubatubana | 1. Brassavola amazonica 2. Brassavola angustata 3. Brassavola ceboletta 4. Brassavola fasciculata 5. Brassavola flagellaris 6. Brassavola gardneri 7. Brassavola martiana 8. Brassavola perrinii 9. Brassavola pitengoensis 10. Brassavola tuberculata 11. Brassia angustilabia 12. Brassia arachnoidea 13. Brassia bidens 14. Brassia caudata 15. Brassia chloroleuca 16. Brassia cochleata 17. Brassia huebneri 18. Brassia lanceana 19. Brassia verrucosa 20. Brassia villosa 21. Brassia wageneri 22. Brevilongium scansor 23. Buchtienia boliviensis 24. Buchtienia nitida 25. Bulbophyllum adiamantinum 26. Bulbophyllum arianeae 27. Bulbophyllum atropurpureum 28. Bulbophyllum barbatum 29. Bulbophyllum bidentatum 30. Bulbophyllum boudetianum 31. Bulbophyllum bracteolatum 32. Bulbophyllum calimanianum 33. Bulbophyllum campos-portoi 34. Bulbophyllum cantagallense 35. Bulbophyllum chloroglossum 36. Bulbophyllum chloropterum 37. Bulbophyllum ciluliae 38. Bulbophyllum dusenii 39. Bulbophyllum epiphytum 40. Bulbophyllum exaltatum 41. Bulbophyllum filifolium 42. Bulbophyllum gladiatum 43. Bulbophyllum glutinosum 44. Bulbophyllum granulosum 45. Bulbophyllum hoehnei 46. Bulbophyllum insectiferum 47. Bulbophyllum kautskyi 48. Bulbophyllum kegelii 49. Bulbophyllum macroceras 50. Bulbophyllum malachadenia 51. Bulbophyllum manarae 52. Bulbophyllum melloi 53. Bulbophyllum mentosum 54. Bulbophyllum meridense 55. Bulbophyllum micranthum 56. Bulbophyllum micropetaliforme 57. Bulbophyllum mucronifolium 58. Bulbophyllum napellii 59. Bulbophyllum plumosum 60. Bulbophyllum quadrisetum 61. Bulbophyllum regnellii 62. Bulbophyllum rupicolum 63. Bulbophyllum setigerum 64. Bulbophyllum tricolor 65. Bulbophyllum tripetalum 66. Bulbophyllum weddelii |

## C
| 1. Calyptrochilum christyanum 2. Caluera surinamensis 3. Camaridium lutescens 4. Camaridium parviflorum 5. Camaridium carinatum 6. Campylocentrum aciculatum 7. Campylocentrum amazonicum 8. Campylocentrum aromaticum 9. Campylocentrum brachycarpum 10. Campylocentrum callistachyum 11. Campylocentrum crassirhizum 12. Campylocentrum densiflorum 13. Campylocentrum fasciola 14. Campylocentrum grisebachii 15. Campylocentrum hirtellum 16. Campylocentrum huebneri 17. Campylocentrum iglesiasii 18. Campylocentrum intermedium 19. Campylocentrum linearifolium 20. Campylocentrum micranthum 21. Campylocentrum neglectum 22. Campylocentrum organense 23. Campylocentrum ornithorrhynchum 24. Campylocentrum pachyrrhizum 25. Campylocentrum parahybunense 26. Campylocentrum pauloense 27. Campylocentrum pernambucense 28. Campylocentrum poeppigii 29. Campylocentrum pubirhachis 30. Campylocentrum robustum 31. Campylocentrum sellowii 32. Campylocentrum spannagelii 33. Campylocentrum ulaei 34. Campylocentrum wawrae 35. Capanemia adelaidae 36. Capanemia angustilabia 37. Capanemia australis 38. Capanemia carinata 39. Capanemia ensata 40. Capanemia fluminensis 41. Capanemia gehrtii 42. Capanemia micromera 43. Capanemia paranaensis 44. Capanemia perpusilla 45. Capanemia pygmaea 46. Capanemia riograndensis 47. Capanemia spathuliglossa 48. Capanemia superflua 49. Capanemia theresiae 50. Catasetum aculeatum 51. Catasetum alatum 52. Catasetum albovirens 53. Catasetum albuquerquei 54. Catasetum arietinum 55. Catasetum aripuanense 56. Catasetum ariquemense 57. Catasetum atratum 58. Catasetum barbatum 59. Catasetum bertioguense 60. Catasetum bicallosum 61. Catasetum bifidum 62. Catasetum blackii 63. Catasetum boyi 64. Catasetum brichtae 65. Catasetum callosum 66. Catasetum carolinianum 67. Catasetum carrenhianum 68. Catasetum cassideum 69. Catasetum caxarariense 70. Catasetum cernuum 71. Catasetum cirrhaeoides 72. Catasetum collare 73. Catasetum complanatum 74. Catasetum confusum 75. Catasetum crinitum 76. Catasetum cristatum 77. Catasetum cucullatum 78. Catasetum deltoideum 79. Catasetum denticulatum 80. Catasetum discolor 81. Catasetum dupliciscutula 82. Catasetum ferox 83. Catasetum fimbriatum 84. Catasetum franchinianum 85. Catasetum fuchsii 86. Catasetum galeatum 87. Catasetum galeritum 88. Catasetum gardneri 89. Catasetum garnetianum 90. Catasetum georgii 91. Catasetum gladiatorium 92. Catasetum globiflorum 93. Catasetum gnomus 94. Catasetum hoehnei 95. Catasetum hookeri 96. Catasetum incurvum 97. Catasetum japurense 98. Catasetum juruenense 99. Catasetum kleberianum 100. Catasetum kraenzlinianum 101. Catasetum lanceatum 102. Catasetum lanciferum 103. Catasetum lemosii 104. Catasetum linguiferum 105. Catasetum longifolium 106. Catasetum longipes 107. Catasetum luridum 108. Catasetum macrocarpum 109. Catasetum maculatum 110. Catasetum maranhense 111. Catasetum matogrossense 112. Catasetum meeae 113. Catasetum micranthum 114. Catasetum microglossum 115. Catasetum mojuense 116. Catasetum multifidum 117. Catasetum ochraceum 118. Catasetum ornithoides 119. Catasetum osakadianum 120. Catasetum osculatum 121. Catasetum palmeirinhense 122. Catasetum parguazense 123. Catasetum pileatum 124. Catasetum planiceps 125. Catasetum pulchrum 126. Catasetum punctatum 127. Catasetum purum 128. Catasetum quadridens 129. Catasetum regnellii 130. Catasetum reichenbachianum 131. Catasetum richteri 132. Catasetum rigidum 133. Catasetum rodigasianum 134. Catasetum rolfeanum 135. Catasetum rondonense 136. Catasetum rooseveltianum 137. Catasetum saccatum 138. Catasetum sanguineum 139. Catasetum schmidtianum 140. Catasetum seccoi 141. Catasetum semicirculatum 142. Catasetum socco 143. Catasetum spitzii 144. Catasetum splendens 145. Catasetum stenoglossum 146. Catasetum tenebrosum 147. Catasetum tigrinum 148. Catasetum triodon 149. Catasetum tucuruiense 150. Catasetum uncatum 151. Catasetum variabile 152. Catasetum vinaceum 153. Cattleya aclandiae 154. Cattleya acuensis 155. Cattleya alagoensis 156. Cattleya alaorii 157. Cattleya amethystoglossa 158. Cattleya araguaiensis 159. Cattleya bicalhoi 160. Cattleya bicolor 161. Cattleya brevipedunculata 162. Cattleya cernua 163. Cattleya coccinea 164. Cattleya crispa 165. Cattleya dichroma 166. Cattleya dormaniana 167. Cattleya elongata 168. Cattleya fidelensis 169. Cattleya forbesii 170. Cattleya grandis 171. Cattleya granulosa 172. Cattleya guttata 173. Cattleya harpophylla 174. Cattleya harrisoniana 175. Cattleya intermedia 176. Cattleya jenmanii 177. Cattleya jongheana 178. Cattleya kerrii 179. Cattleya labiata 180. Cattleya lawrenceana 181. Cattleya lobata 182. Cattleya loddigesii 183. Cattleya lundii 184. Cattleya luteola 185. Cattleya mantiqueirae 186. Cattleya marcaliana 187. Cattleya neokautskyi 188. Cattleya nobilior 189. Cattleya perrinii 190. Cattleya porphyroglossa 191. Cattleya praestans 192. Cattleya pumila 193. Cattleya purpurata 194. Cattleya pygmaea 195. Cattleya schilleriana 196. Cattleya sincorana 197. Cattleya tenebrosa 198. Cattleya tenuis 199. Cattleya tigrina 200. Cattleya velutina 201. Cattleya violacea 202. Cattleya virens 203. Cattleya walkeriana 204. Cattleya wallisii 205. Cattleya warneri 206. Cattleya wittigiana 207. Cattleya xanthina 208. Caularthron amazonicum 209. Caularthron bicornutum 210. Caularthron bilamellatum 211. Centroglossa castellensis 212. Centroglossa glaziovii 213. Centroglossa greeniana 214. Centroglossa macroceras 215. Centroglossa nunes-limae 216. Centroglossa tripollinica | 1. Oncidium fuscatum 2. Chaubardia gehrtiana 3. Chaubardia heloisae 4. Chaubardia klugii 5. Chaubardia surinamensis 6. Cheiradenia cuspidata 7. Chloraea membranacea 8. Christensonella acicularis 9. Christensonella cepula 10. Christensonella echiniphyta 11. Christensonella ferdinandiana 12. Christensonella neowiedii 13. Christensonella pumila 14. Christensonella squamata 15. Christensonella subulata 16. Christensonella uncata 17. Christensonella vernicosa 18. Chytroglossa aurata 19. Chytroglossa marileoniae 20. Chytroglossa paulensis 21. Cirrhaea dependens 22. Cirrhaea fuscolutea 23. Cirrhaea loddigesii 24. Cirrhaea longiracemosa 25. Cirrhaea nasuta 26. Cirrhaea seidelii 27. Cirrhaea silvana 28. Cleistes aphylla 29. Cleistes bella 30. Cleistes brasiliensis 31. Cleistes calantha 32. Cleistes caloptera 33. Cleistes carautae 34. Cleistes castaneoides 35. Cleistes cipoana 36. Cleistes exilis 37. Cleistes gert-hatschbachiana 38. Cleistes humidicola 39. Cleistes ionoglossa 40. Cleistes itatiaiae 41. Cleistes latiglossa 42. Cleistes latipetala 43. Cleistes latiplume 44. Cleistes lenheirensis 45. Cleistes lepida 46. Cleistes libonii 47. Cleistes macrantha 48. Cleistes magnifica 49. Cleistes mantiqueirae 50. Cleistes metallina 51. Cleistes monantha 52. Cleistes montana 53. Cleistes paludosa 54. Cleistes paranaensis 55. Cleistes paulensis 56. Cleistes pluriflora 57. Cleistes pusilla 58. Cleistes ramboi 59. Cleistes revoluta 60. Cleistes rodeiensis 61. Cleistes rodriguesii 62. Cleistes rosea 63. Cleistes silveirana 64. Cleistes speciosa 65. Cleistes strangii 66. Cleistes tenuis 67. Cleistes uliginosa 68. Cleistes vinosa 69. Clowesia amazonica 70. Clowesia warczewiczii 71. Cochleanthes flabelliformis 72. Codonorchis canisioi 73. Cohniella cebolleta 74. Cohniella jonesiana 75. Epidendrum ciliaris 76. Epidendrum clavata 77. Epidendrum vivipara 78. Comparettia coccinea 79. Constantia australis 80. Constantia cipoensis 81. Constantia cristinae 82. Constantia gutfreundiana 83. Constantia microscopica 84. Constantia rupestris 85. Coryanthes albertinae 86. Coryanthes bicalcarata 87. Coryanthes boyi 88. Coryanthes bruchmuelleri 89. Coryanthes cataniapoensis 90. Coryanthes cavalcantei 91. Coryanthes dasilvae 92. Coryanthes elegantium 93. Coryanthes elianae 94. Coryanthes macrantha 95. Coryanthes maculata 96. Coryanthes minima 97. Coryanthes miuaensis 98. Coryanthes pacaraimensis 99. Coryanthes speciosa 100. Coryanthes vieirae 101. Corymborkis flava 102. Cotylolabium lutzii 103. Cranichis candida 104. Cranichis glabricaulis 105. Cranichis muscosa 106. Cranichis nudilabia 107. Cranichis sparrei 108. Cryptarrhena guatemalensis 109. Cryptarrhena kegelii 110. Cyanaeorchis arundinae 111. Cyanaeorchis minor 112. Cyclopogon aphyllus 113. Cyclopogon apricus 114. Cyclopogon argyrifolius 115. Cyclopogon bicolor 116. Cyclopogon bidentatus 117. Cyclopogon calophyllus 118. Cyclopogon cearensis 119. Cyclopogon congestus 120. Cyclopogon dutraei 121. Cyclopogon elatus 122. Cyclopogon elegans 123. Cyclopogon eugenii 124. Cyclopogon graciliscapus 125. Cyclopogon hatschbachii 126. Cyclopogon iguapensis 127. Cyclopogon inaequilaterus 128. Cyclopogon itatiaiensis 129. Cyclopogon longibracteatus 130. Cyclopogon multiflorus 131. Cyclopogon obliquus 132. Cyclopogon oliganthus 133. Cyclopogon paludosus 134. Cyclopogon proboscideus 135. Cyclopogon rotundifolius 136. Cyclopogon stenoglossus 137. Cyclopogon subalpestris 138. Cyclopogon taquaremboensis 139. Cyclopogon torusus 140. Cyclopogon trifasciatus 141. Cyclopogon truncatus 142. Cyclopogon variegatus 143. Cyclopogon venustus 144. Cyclopogon warmingii 145. Cycnoches chlorochilon 146. Cycnoches cooperi 147. Cycnoches haagii 148. Cycnoches loddigesii 149. Cycnoches manoelae 150. Cycnoches pentadactylon 151. Cyrtopodium aliciae 152. Cyrtopodium andersonii 153. Cyrtopodium blanchetii 154. Cyrtopodium braemii 155. Cyrtopodium brandonianum 156. Cyrtopodium brunneum 157. Cyrtopodium cachimboense 158. Cyrtopodium caiapoense 159. Cyrtopodium cipoense 160. Cyrtopodium cristatum 161. Cyrtopodium dusenii 162. Cyrtopodium edmundoi 163. Cyrtopodium eugenii 164. Cyrtopodium fowliei 165. Cyrtopodium gigas 166. Cyrtopodium glutiniferum 167. Cyrtopodium gonzalezii 168. Cyrtopodium hatschbachii 169. Cyrtopodium holstii 170. Cyrtopodium intermedium 171. Cyrtopodium lamellaticallosum 172. Cyrtopodium latifolium 173. Cyrtopodium linearifolium 174. Cyrtopodium lissochiloides 175. Cyrtopodium macedoi 176. Cyrtopodium minutum 177. Cyrtopodium pallidum 178. Cyrtopodium palmifrons 179. Cyrtopodium paludicola 180. Cyrtopodium parviflorum 181. Cyrtopodium poecilum 182. Cyrtopodium polyphyllum 183. Cyrtopodium punctatum 184. Cyrtopodium roraimense 185. Cyrtopodium saintlegerianum 186. Cyrtopodium sarneyanum 187. Cyrtopodium triste 188. Cyrtopodium vernum 189. Cyrtopodium virescens 190. Cyrtopodium withneri |

## D
| 1. Diadenium barkeri 2. Dichaea ancoraelabia 3. Dichaea australis 4. Dichaea brachyphylla 5. Dichaea brachypoda 6. Dichaea brevicaulis 7. Dichaea bryophila 8. Dichaea cogniauxiana 9. Dichaea cornuta 10. Dichaea elianae 11. Dichaea graminoides 12. Dichaea hystricina 13. Dichaea kegelii 14. Dichaea mattogrossensis 15. Dichaea morrisii 16. Dichaea mosenii 17. Dichaea muricata 18. Dichaea panamensis 19. Dichaea pendula 20. Dichaea picta 21. Dichaea pumila 22. Dichaea rendlei 23. Dichaea rodriguesii 24. Dichaea tenuis 25. Dichaea trulla 26. Dichaea weigeltii 27. Dictyophyllaria dietschiana 28. Dimerandra carnosiflora 29. Dimerandra emarginata | 1. Discyphus scopulariae 2. Diteilis nervosa 3. Dryadella anapaulae 4. Dryadella auriculigera 5. Dryadella aviceps 6. Dryadella crenulata 7. Dryadella edwallii 8. Dryadella espiritosantensis 9. Dryadella gomesferreirae 10. Dryadella kautskyi 11. Dryadella lilliputiana 12. Dryadella litoralis 13. Dryadella osmariniana 14. Dryadella toscanoi 15. Dryadella wuerstlei 16. Dryadella simula 17. Dryadella susanae 18. Dryadella vitorinoi 19. Dryadella zebrina 20. Duckeella adolphii 21. Duckeella alticola 22. Dunstervillea mirabilis |

## E
| 1. Echinosepala aspasicensis 2. Elleanthus brasiliensis 3. Elleanthus capitatus 4. Elleanthus columnaris 5. Elleanthus crinipes 6. Elleanthus furfuraceus 7. Elleanthus glomera 8. Elleanthus graminifolius 9. Elleanthus hookerianus 10. Elleanthus linifolius 11. Elleanthus malpighiiflorus 12. Eltroplectris assumpcaoana 13. Eltroplectris calcarata 14. Eltroplectris cogniauxiana 15. Eltroplectris janeirensis 16. Eltroplectris kuhlmanniana 17. Eltroplectris longicornu 18. Eltroplectris macrophylla 19. Eltroplectris misera 20. Eltroplectris schlechteriana 21. Eltroplectris triloba 22. Encyclia advena 23. Encyclia alboxanthina 24. Encyclia andrichii 25. Encyclia argentinensis 26. Encyclia auyantepuiensis 27. Encyclia bohnkiana 28. Encyclia bracteata 29. Encyclia bragancae 30. Encyclia chapadensis 31. Encyclia chloroleuca 32. Encyclia conchaechila 33. Encyclia cyperifolia 34. Encyclia dichroma 35. Encyclia duveenii 36. Encyclia fimbriata 37. Encyclia fowliei 38. Encyclia gallopavina 39. Encyclia gonzalezii 40. Encyclia granitica 41. Encyclia ionosma 42. Encyclia ivoniae 43. Encyclia jenischiana 44. Encyclia linearifolioides 45. Encyclia mapuerae 46. Encyclia oncidioides 47. Encyclia osmantha 48. Encyclia pachyantha 49. Encyclia patens 50. Encyclia pauciflora 51. Encyclia randii 52. Encyclia replicata 53. Encyclia seidelii 54. Encyclia silvana 55. Encyclia spiritusanctensis 56. Encyclia unaensis 57. Encyclia viridiflora 58. Encyclia xerophytica 59. Encyclia yauaperyensis 60. Epidendrum amblostomoides 61. Epidendrum armeniacum 62. Epidendrum cernuum 63. Epidendrum subpurum 64. Epidendrum tridactylum 65. Epidendrum acreense 66. Epidendrum addae 67. Epidendrum althausenii 68. Epidendrum amapense 69. Epidendrum ammophilum 70. Epidendrum anatipedium 71. Epidendrum anceps 72. Epidendrum ansiferum 73. Epidendrum apaganum 74. Epidendrum aquaticum 75. Epidendrum betimianum 76. Epidendrum biforatum 77. Epidendrum calanthum 78. Epidendrum caldense 79. Epidendrum callobotrys 80. Epidendrum campaccii 81. Epidendrum campestre 82. Epidendrum carvalhoi 83. Epidendrum cauliflorum 84. Epidendrum chlorinum 85. Epidendrum cinnabarinum 86. Epidendrum cogniauxianum 87. Epidendrum compressum 88. Epidendrum cooperianum 89. Epidendrum coronatum 90. Epidendrum cristatum 91. Epidendrum cryptoglossum 92. Epidendrum densiflorum 93. Epidendrum denticulatum 94. Epidendrum dentilobum 95. Epidendrum dichaeoides 96. Epidendrum dipus 97. Epidendrum duckei 98. Epidendrum ellipticum 99. Epidendrum filicaule 100. Epidendrum flexuosum 101. Epidendrum forcipatoides 102. Epidendrum fulgens | 1. Epidendrum garciae 2. Epidendrum geniculatum 3. Epidendrum goebelii 4. Epidendrum harrisoniae 5. Epidendrum henschenii 6. Epidendrum heringeri 7. Epidendrum hololeucum 8. Epidendrum ibaguense 9. Epidendrum infaustum 10. Epidendrum kautskyi 11. Epidendrum klotzscheanum 12. Epidendrum latilabre 13. Epidendrum loefgrenii 14. Epidendrum longicolle 15. Epidendrum macrocarpum 16. Epidendrum magalhaesii 17. Epidendrum magdalenense 18. Epidendrum mantiqueranum 19. Epidendrum martianum 20. Epidendrum micronocturnum 21. Epidendrum minarum 22. Epidendrum miserrimum 23. Epidendrum moritzii 24. Epidendrum myrmecophorum 25. Epidendrum noackii 26. Epidendrum nocturnum 27. Epidendrum nutans 28. Epidendrum obergii 29. Epidendrum orchidiflorum 30. Epidendrum ochrochlorum 31. Epidendrum paniculatum 32. Epidendrum paniculosum 33. Epidendrum parahybunense 34. Epidendrum paranaense 35. Epidendrum peperomia 36. Epidendrum pernambucense 37. Epidendrum polyanthum 38. Epidendrum presbyteri-ludgeronis 39. Epidendrum proligerum 40. Epidendrum prostratum 41. Epidendrum pseudavicula 42. Epidendrum pseudodifforme 43. Epidendrum puniceoluteum 44. Epidendrum purum 45. Epidendrum ramosum 46. Epidendrum revolutum 47. Epidendrum rigidum 48. Epidendrum robustum 49. Epidendrum rondoniense 50. Epidendrum rupicolum 51. Epidendrum saxatile 52. Epidendrum saximontanum 53. Epidendrum schlimii 54. Epidendrum sculptum 55. Epidendrum silvae 56. Epidendrum silvanum 57. Epidendrum smaragdinum 58. Epidendrum spilotum 59. Epidendrum spruceanum 60. Epidendrum strobiliferum 61. Epidendrum successivum 62. Epidendrum tridens 63. Epidendrum uleinanodes 64. Epidendrum umbelliferum 65. Epidendrum unguiculatum 66. Epidendrum vesicatum 67. Epidendrum violascens 68. Epidendrum waiandtii 69. Epidendrum warrasii 70. Epidendrum watsonianum 71. Epidendrum welsii-windischii 72. Epidendrum xanthinum 73. Epidendrum zappii 74. Epistephium duckei 75. Epistephium ellipticum 76. Epistephium hernandii 77. Epistephium laxiflorum 78. Epistephium matogrossense 79. Epistephium parviflorum 80. Epistephium praestans 81. Epistephium sclerophyllum 82. Epistephium speciosum 83. Epistephium subrepens 84. Epistephium williamsii 85. Eriopsis biloba 86. Eriopsis sceptrum 87. Erycina glossomystax 88. Erycina pumilio 89. Erycina pusilla 90. Eulophia alta 91. Eulophia ruwenzoriensis 92. Eurystyles actinosophila 93. Eurystyles cotyledon 94. Eurystyles crocodilus 95. Eurystyles hoehnei 96. Eurystyles lobata 97. Eurystyles rutkowskiana |

## G
| 1. Galeandra baueri 2. Galeandra beyrichii 3. Galeandra bolsanelloi 4. Galeandra chapadensis 5. Galeandra curvifolia 6. Galeandra devoniana 7. Galeandra graminoides 8. Galeandra hysterantha 9. Galeandra junceoides 10. Galeandra lacustris 11. Galeandra lagoensis 12. Galeandra minax 13. Galeandra multifoliata 14. Galeandra paraguayensis 15. Galeandra santarena 16. Galeandra styllomisantha 17. Galeandra xerophila 18. Galeottia burkei 19. Galeottia ciliata 20. Galeottia fimbriata 21. Galeottia jorisiana 22. Galeottia negrensis 23. Geoblasta pennicillata 24. Gomesa albinoi 25. Gomesa alvesiana 26. Gomesa amicta 27. Gomesa barbaceniae 28. Gomesa barbata 29. Gomesa bicolor 30. Gomesa bicornuta 31. Gomesa bifolia 32. Gomesa brieniana 33. Gomesa caatingana 34. Gomesa ciliata 35. Gomesa cogniauxiana 36. Gomesa colorata 37. Gomesa concolor 38. Gomesa cornigera 39. Gomesa culuenensis 40. Gomesa cuneata 41. Gomesa dasytyle 42. Gomesa discifera 43. Gomesa echinata 44. Gomesa flexuosa 45. Gomesa florida 46. Gomesa forbesii 47. Gomesa francaecesari 48. Gomesa fuscopetala 49. Gomesa gardneri 50. Gomesa glaziovii 51. Gomesa gomezoides 52. Gomesa gutfreundiana 53. Gomesa herzogii 54. Gomesa hydrophila 55. Gomesa imperatoris-maxilimilani 56. Gomesa itapetingensis 57. Gomesa jucunda 58. Gomesa kautskyi 59. Gomesa laxiflora 60. Gomesa leinigii 61. Gomesa lietzei 62. Gomesa macropetala | 1. Gomesa maculosa 2. Gomesa majevskyae 3. Gomesa microphyta 4. Gomesa nitida 5. Gomesa novaesae 6. Gomesa ouricanensis 7. Gomesa pabstii 8. Gomesa paranensoides 9. Gomesa pectoralis 10. Gomesa polyodonta 11. Gomesa praetexta 12. Gomesa psyche 13. Gomesa pubes 14. Gomesa pulchella 15. Gomesa radicans 16. Gomesa ramosa 17. Gomesa ranifera 18. Gomesa recurva 19. Gomesa riograndensis 20. Gomesa roczonii 21. Gomesa sarcodes 22. Gomesa silvana 23. Gomesa sincorana 24. Gomesa terassaniana 25. Gomesa uhlii 26. Gomesa uniflora 27. Gomesa varicosa 28. Gomesa vasconcelosiana 29. Gomesa velteniana 30. Gomesa venusta 31. Gomesa warmingii 32. Gomesa welteri 33. Gomesa widgrenii 34. Gongora araiensis 35. Gongora atropurpurea 36. Gongora bolsanelloi 37. Gongora bufonia 38. Gongora meneziana 39. Gongora minax 40. Gongora nigrita 41. Gongora quinquenervis 42. Govenia utriculata 43. Grandiphyllum aberrans 44. Grandiphyllum auricula 45. Grandiphyllum divaricatum 46. Grandiphyllum edwallii 47. Grandiphyllum hians 48. Grandiphyllum kraenzlinianum 49. Grandiphyllum pohlianum 50. Grandiphyllum robustissimum 51. Grandiphyllum schunkianum 52. Grandiphyllum sphegiferum 53. Grobya amherstiae 54. Grobya cipoensis 55. Grobya fascifera 56. Grobya galeata 57. Grobya guieselii 58. Guanchezia maguirei |

## H
| 1. Habenaria achnantha 2. Habenaria albertii 3. Habenaria alpestris 4. Habenaria amambayensis 5. Habenaria anisitsii 6. Habenaria aricaensis 7. Habenaria ayangannensis 8. Habenaria armata 9. Habenaria balansae 10. Habenaria brachyplectron 11. Habenaria bractescens 12. Habenaria brevidens 13. Habenaria caldensis 14. Habenaria candolleana 15. Habenaria confusa 16. Habenaria coxipoensis 17. Habenaria crassipes 18. Habenaria crucifera 19. Habenaria cryptophila 20. Habenaria culicina 21. Habenaria cultellifolia 22. Habenaria curvilabra 23. Habenaria depressifolia 24. Habenaria distans 25. Habenaria drepanopetala 26. Habenaria dusenii 27. Habenaria dutrae' 28. Habenaria edwallii 29. Habenaria ekmaniana 30. Habenaria ernesti-ulei 31. Habenaria exaltata 32. Habenaria fastor 33. Habenaria floribunda 34. Habenaria fluminensis 35. Habenaria galeandriformis 36. Habenaria glaucophylla 37. Habenaria glazioviana 38. Habenaria gourleiana 39. Habenaria goyazensis 40. Habenaria gracilis 41. Habenaria graciliscapa 42. Habenaria guilleminii 43. Habenaria gustavo-edwallii 44. Habenaria habenarioides 45. Habenaria hamata 46. Habenaria hatschbachii 47. Habenaria heleogena 48. Habenaria henscheniana 49. Habenaria heptadactyla 50. Habenaria heringeri 51. Habenaria hexaptera 52. Habenaria humilis 53. Habenaria hydrophila 54. Habenaria imbricata 55. Habenaria itaculumia 56. Habenaria itatiayae 57. Habenaria jaguariahyvae 58. Habenaria jordanensis 59. Habenaria josephensis 60. Habenaria juruenensis 61. Habenaria lagunae-sanctae 62. Habenaria lavrensis 63. Habenaria leprieurii 64. Habenaria leptoceras 65. Habenaria leucosantha 66. Habenaria longicauda 67. Habenaria longipedicellata 68. Habenaria ludibundiciliata 69. Habenaria luetzelburgii 70. Habenaria macilenta 71. Habenaria macronectar 72. Habenaria magdalenensis 73. Habenaria magniscutata 74. Habenaria mayersii 75. Habenaria meeana 76. Habenaria megapotamensis 77. Habenaria melanopoda 78. Habenaria mello-barretoi 79. Habenaria mello-leitonii 80. Habenaria minimiflora 81. Habenaria modestissima 82. Habenaria montevidensis 83. Habenaria monorrhiza 84. Habenaria mystacina 85. Habenaria nabucoi 86. Habenaria nemorosa 87. Habenaria novaesii 88. Habenaria nuda 89. Habenaria obtusa 90. Habenaria orchiocalcar 91. Habenaria pabstii 92. Habenaria paivaeana 93. Habenaria paranaensis 94. Habenaria parviflora 95. Habenaria pentadactyla 96. Habenaria petalodes 97. Habenaria piraquarensis 98. Habenaria platanthera 99. Habenaria platydactyla 100. Habenaria pleiophylla 101. Habenaria polycarpa 102. Habenaria pratensis 103. Habenaria pseudocaldensis 104. Habenaria pseudohamata 105. Habenaria pubidactyla 106. Habenaria pungens 107. Habenaria pycnostachya 108. Habenaria quadrata 109. Habenaria regnellii 110. Habenaria repens | 1. Habenaria rodeiensis 2. Habenaria rodriguesii 3. Habenaria rolfeana 4. Habenaria rotundiloba 5. Habenaria rupicola 6. Habenaria santensis 7. Habenaria sartoroides 8. Habenaria sceptrum 9. Habenaria schwackei 10. Habenaria secunda 11. Habenaria secundiflora 12. Habenaria setacea 13. Habenaria seticauda 14. Habenaria spathulifera 15. Habenaria sprucei 16. Habenaria strictissima 17. Habenaria subfiliformis 18. Habenaria sylvicultrix 19. Habenaria trifida 20. Habenaria umbraticola 21. Habenaria urbaniana 22. Habenaria uruguayensis 23. Habenaria vaupelii 24. Habenaria warmingii 25. Hapalorchis cymbirostris 26. Hapalorchis lindleyanus 27. Hapalorchis lineatus 28. Hapalorchis panduratus 29. Hapalorchis stellaris 30. Helonoma bifida 31. Heterotaxis brasiliensis 32. Heterotaxis discolor 33. Heterotaxis equitans 34. Heterotaxis schultesii 35. Heterotaxis sessilis 36. Heterotaxis superflua 37. Heterotaxis valenzuelana 38. Heterotaxis villosa 39. Heterotaxis violaceopunctata 40. Hoffmannseggella alvaroana 41. Hoffmannseggella angereri 42. Hoffmannseggella bahiensis 43. Hoffmannseggella blumenscheinii 44. Hoffmannseggella bradei 45. Hoffmannseggella briegeri 46. Hoffmannseggella cardimii 47. Hoffmannseggella caulescens 48. Hoffmannseggella cinnabarina 49. Hoffmannseggella colnagoi 50. Hoffmannseggella conceicionensis 51. Hoffmannseggella crispata 52. Hoffmannseggella diamantinensis 53. Hoffmannseggella duveenii 54. Hoffmannseggella endsfeldzii 55. Hoffmannseggella esalqueana 56. Hoffmannseggella flavasulina 57. Hoffmannseggella fournieri 58. Hoffmannseggella ghillanyi 59. Hoffmannseggella gloedeniana 60. Hoffmannseggella gracilis 61. Hoffmannseggella hatai 62. Hoffmannseggella hegeriana 63. Hoffmannseggella hispidula 64. Hoffmannseggella itambana 65. Hoffmannseggella kautskyana 66. Hoffmannseggella kettieana 67. Hoffmannseggella kleberi 68. Hoffmannseggella liliputana 69. Hoffmannseggella longipes 70. Hoffmannseggella macrobulbosa 71. Hoffmannseggella milleri 72. Hoffmannseggella mirandae 73. Hoffmannseggella mixta 74. Hoffmannseggella munchowiana 75. Hoffmannseggella pabstii 76. Hoffmannseggella pendula 77. Hoffmannseggella pfisteri 78. Hoffmannseggella presidentensis 79. Hoffmannseggella reginae 80. Hoffmannseggella rupestris 81. Hoffmannseggella sanguiloba 82. Hoffmannseggella tereticaulis 83. Hoffmannseggella verboonenii 84. Hoffmannseggella viridiflora 85. Homalopetalum hypoleptum 86. Hormidium pygmaeum 87. Houlletia brocklehurstiana 88. Houlletia odoratissima 89. Huntleya lucida 90. Huntleya meleagris 91. Hylaeorchis petiolaris |

## I
| 1. Ida rossyi 2. Ionopsis satyrioides 3. Ionopsis utricularioides | 1. Isabelia pulchella 2. Isabelia violacea 3. Isabelia virginalis 4. Isochilus linearis |

## J
| 1. Jacquiniella globosa | 1. Jacquiniella teretifolia |

## K
| 1. Kegeliella houtteana 2. Koellensteinia altissima 3. Koellensteinia eburnea 4. Koellensteinia florida 5. Koellensteinia graminea 6. Koellensteinia hyacinthoides 7. Koellensteinia kellneriana 8. Koellensteinia lineata 9. Koellensteinia spiralis 10. Koellensteinia tricolor |

## L
| 1. Lanium avicula 2. Lanium berkeleyi 3. Lanium microphyllum 4. Lanium subulatum 5. Lankesterella caespitosa 6. Lankesterella ceracifolia 7. Lankesterella epiphyta 8. Lankesterella gnomus 9. Lankesterella longicollis 10. Lankesterella mentiens 11. Lankesterella pilosa 12. Lankesterella salehi 13. Lankesterella spannageliana 14. Leochilus labiatus 15. Lepanthes brasiliensis 16. Lepanthes exilis 17. Lepanthes helicocephala 18. Lepanthes pariaensis 19. Lepanthes striata 20. Lepanthes turialvae 21. Lepanthopsis densiflora 22. Lepanthopsis floripecten 23. Lepanthopsis pulchella 24. Leptotes bicolor 25. Leptotes bohnkiana 26. Leptotes harryphillipsii 27. Leptotes mogyensis 28. Leptotes pauloensis 29. Leptotes pohlitinocoi 30. Leptotes tenuis 31. Leptotes unicolor 32. Leptotes vellozicola | 1. Leucohyle brasiliensis 2. Leucohyle mutica 3. Liparis beckeri 4. Liparis bifolia 5. Liparis jamaicensis 6. Liparis lindeniana 7. Lockhartia goyazensis 8. Lockhartia imbricata 9. Lockhartia ivainae 10. Lockhartia ludibunda 11. Lockhartia lunifera 12. Lockhartia parthenocomos 13. Loefgrenianthus blanche-amesiae 14. Lophiaris carthagenensis 15. Lophiaris lanceana 16. Lophiaris morenoi 17. Lophiaris nana 18. Lophiaris pumila 19. Lophiaris schwambachiae 20. Lueckelia breviloba 21. Lycaste macrobulbon 22. Lycaste macrophylla 23. Lycaste mattogrossensis 24. Lyroglossa grisebachii |

## M
| 1. Macradenia lutescens 2. Macradenia multiflora 3. Macradenia paraensis 4. Macradenia regnellii 5. Macradenia rubescens 6. Macroclinium brasiliense 7. Macroclinium mirabile 8. Macroclinium roseum 9. Macroclinium wullschlaegelianum 10. Malaxis cipoensis 11. Malaxis cogniauxiana 12. Malaxis excavata 13. Malaxis jaraguae 14. Malaxis pabstii 15. Malaxis parthoni 16. Malaxis pubescens 17. Malaxis warmingii 18. Mapinguari auyantepuiensis 19. Mapinguari desvauxianus 20. Masdevallia bicolor 21. Masdevallia cuprea 22. Masdevallia curtipes 23. Masdevallia discoidea 24. Masdevallia guayanensis 25. Masdevallia infracta 26. Masdevallia minuta 27. Masdevallia norae 28. Masdevallia obscurans 29. Masdevallia oscitans 30. Masdevallia sprucei 31. Masdevallia sururuana 32. Masdevallia vargasii 33. Masdevallia wendlandiana Grupo maxillaria 1. Maxillaria amazonica 2. Maxillaria bolivarensis 3. Maxillaria brachybulbon 4. Maxillaria bradei 5. Maxillaria candida 6. Maxillaria chlorantha 7. Maxillaria connellii 8. Maxillaria guadalupensis 9. Maxillaria leucaimata 10. Maxillaria melina 11. Maxillaria meridensis 12. Maxillaria milenae 13. Maxillaria multiflora 14. Maxillaria parkeri 15. Maxillaria pterocarpa 16. Maxillaria crocea lindleyana 17. Maxillaria ochroleuca 18. Maxillaria pauciflora 19. Maxillaria quelchii 20. Maxillaria ringens 21. Maxillaria rodriguesii 22. Maxillaria setigera 23. Maxillaria silvana 24. Maxillaria spiritu-sanctensis 25. Maxillaria splendens 26. Maxillaria tenuis 27. Maxillaria yauaperyensis Grupo desvauxiana 1. Maxillaria caparaoensis Grupo mormolyca 1. Maxillaria monantha Grupo ignorado 1. Maxillaria albata 2. Maxillaria grobyoides 3. Maxillaria robusta 4. Maxillaria xylobiiflora 5. Maxillariella alba 6. Maxillariella robusta | 1. Mesadenella atroviridis 2. Mesadenella cuspidata 3. Mesadenella meeae 4. Mesadenella petenensis 5. Mesadenus glaziovii 6. Mesadenus rhombiglossus 7. Microchilus arietinus 8. Microchilus austrobrasiliensis 9. Microchilus brachyplectron 10. Microchilus constrictus 11. Microchilus densiflorus 12. Microchilus lamprophyllus 13. Microchilus paleaceus 14. Microchilus pauciflorus 15. Microchilus repens 16. Microchilus xystophyllus 17. Miltonia candida 18. Miltonia clowesii 19. Miltonia cuneata 20. Miltonia flavescens 21. Miltonia kayasimae 22. Miltonia moreliana 23. Miltonia regnellii 24. Miltonia russelliana 25. Miltonia spectabilis 26. Mormodes atropurpurea 27. Mormodes aurantiaca 28. Mormodes aurea 29. Mormodes auriculata 30. Mormodes buccinator 31. Mormodes carnevaliana 32. Mormodes castroi 33. Mormodes cucumerina 34. Mormodes dasilvae 35. Mormodes densiflora 36. Mormodes elegans 37. Mormodes hoehnei 38. Mormodes issanensis 39. Mormodes paraensis 40. Mormodes rodriguesiana 41. Mormodes rolfeana 42. Mormodes rosea 43. Mormodes sinuata 44. Mormodes tapoayensis 45. Mormodes tigrina 46. Mormodes vernixioidea 47. Mormodes vinacea 48. Mormodes warszewiczii 49. Mormolyca cleistogama 50. Mormolyca galeata 51. Mormolyca rufescens 52. Muscarella samacensis 53. Muscarella semperflorens 54. Myoxanthus exasperatus 55. Myoxanthus lonchophyllus 56. Myoxanthus octomerioides 57. Myoxanthus ovatipetalus 58. Myoxanthus parvilabius 59. Myoxanthus pulvinatus 60. Myoxanthus punctatus 61. Myoxanthus ruschii 62. Myoxanthus seidelii 63. Myoxanthus trachychlamys |

## N
| 1. Nanodes discolor 2. Nemaconia australis 3. Neogardneria murrayana 4. Nidema ottonis 5. Nitidobulbon nasutus 6. Nohawilliamsia pirarensis 7. Nothostele acianthiformis | 1. Notylia aromatica 2. Notylia barkeri 3. Notylia cardioglossa 4. Notylia hemitricha 5. Notylia inversa 6. Notylia longispicata 7. Notylia lyrata 8. Notylia microchila 9. Notylia nemorosa 10. Notylia odontonotos 11. Notylia platyglossa 12. Notylia pubescens 13. Notylia punctata 14. Notylia rhombilabia 15. Notylia sagittifera 16. Notylia stenantha 17. Notylia tapirapoanensis 18. Notylia yauaperyensis |

## O
| 1. Octomeria albiflora 2. Octomeria albopurpurea 3. Octomeria alexandri 4. Octomeria aloifolia 5. Octomeria alpina 6. Octomeria amazonica 7. Octomeria anceps 8. Octomeria bradei 9. Octomeria brevifolia 10. Octomeria caetensis 11. Octomeria caldensis 12. Octomeria campos-portoi 13. Octomeria cariocana 14. Octomeria chamaeleptotes 15. Octomeria chloidophylla 16. Octomeria cochlearis 17. Octomeria concolor 18. Octomeria cordilabia 19. Octomeria crassifolia 20. Octomeria crassilabia 21. Octomeria cucullata 22. Octomeria decumbens 23. Octomeria deltoglossa 24. Octomeria diaphana 25. Octomeria edmundoi 26. Octomeria ementosa 27. Octomeria erosilabia 28. Octomeria estrellensis 29. Octomeria exchlorophyllata 30. Octomeria fasciculata 31. Octomeria fibrifera 32. Octomeria filifolia 33. Octomeria fimbriata 34. Octomeria flabellifera 35. Octomeria gehrtii 36. Octomeria geraensis 37. Octomeria glazioveana 38. Octomeria gracilis 39. Octomeria graminifolia 40. Octomeria grandiflora 41. Octomeria hatschbachii 42. Octomeria helvola 43. Octomeria hoehnei 44. Octomeria iguapensis 45. Octomeria integrilabia 46. Octomeria irrorata 47. Octomeria itatiaiae 48. Octomeria juergensii 49. Octomeria juncifolia 50. Octomeria lancipetala 51. Octomeria leptophylla 52. Octomeria lichenicola 53. Octomeria linearifolia 54. Octomeria lithophila 55. Octomeria lobulosa 56. Octomeria loddigesii 57. Octomeria margaretae 58. Octomeria mauritii 59. Octomeria micrantha 60. Octomeria nana 61. Octomeria ochroleuca 62. Octomeria octomeriantha 63. Octomeria palmyrabellae 64. Octomeria petulans 65. Octomeria pinicola 66. Octomeria praestans 67. Octomeria pusilla | 1. Octomeria pygmaea 2. Octomeria rhodoglossa 3. Octomeria rigida 4. Octomeria riograndensis 5. Octomeria rodeiensis 6. Octomeria rodriguesii 7. Octomeria rohrii 8. Octomeria rotundiglossa 9. Octomeria rubrifolia 10. Octomeria sagittata 11. Octomeria sancti-angeli 12. Octomeria sarcophylla 13. Octomeria schultesii 14. Octomeria serrana 15. Octomeria setigera 16. Octomeria spannagelii 17. Octomeria spatulata 18. Octomeria stellaris 19. Octomeria steyermarkii 20. Octomeria taracuana 21. Octomeria tricolor 22. Octomeria tridentata 23. Octomeria truncicola 24. Octomeria umbonulata 25. Octomeria wawrae 26. Octomeria wilsoniana 27. Octomeria yauaperyensis 28. Oeceoclades maculata 29. Oncidium baueri 30. Oncidium boothianum 31. Oncidium heteranthum 32. Oncidium nigratum 33. Oncidium planilabre 34. Orleanesia amazonica 35. Orleanesia cuneipetala 36. Orleanesia mineirosensis 37. Orleanesia richteri 38. Orleanesia yauaperyensis 39. Ornithocephalus bicornis 40. Ornithocephalus brachystachys 41. Ornithocephalus ciliatus 42. Ornithocephalus cujeticola 43. Ornithocephalus gladiatus 44. Ornithocephalus myrticola 45. Ornithocephalus polyodon 46. Ornithidium serrulatum 47. Ornithidium loefgrenii 48. Ornithidium pendens 49. Ornithidium rigidum 50. Ornithophora radicans 51. Otoglossum arminii 52. Otoglossum brevifolium 53. Otostylis alba 54. Otostylis brachystalix 55. Otostylis lepida 56. Otostylis paludosa |

## P
| 1. Pabstia jugosa 2. Pabstia modestior 3. Pabstia placanthera 4. Pabstia schunkeana 5. Pabstia viridis 6. Pabstiella alligatorifera 7. Pabstiella aurantiaca 8. Pabstiella fusca 9. Pabstiella granulosa 10. Pabstiella henrique-aragonii 11. Pabstiella mirabilis 12. Pabstiella parvifolia 13. Pabstiella tripterantha 14. Pabstiella yauaperyensis 15. Palmorchis caxiuanensis 16. Palmorchis duckei 17. Palmorchis guianensis 18. Palmorchis pabstii 19. Palmorchis puber 20. Palmorchis pubescentis 21. Palmorchis sobralioides 22. Paphinia cristata 23. Paphinia grandiflora 24. Paphinia lindeniana 25. Paradisanthus bahiensis 26. Paradisanthus mosenii 27. Paradisanthus neglectus 28. Pelexia bonariensis 29. Pelexia burgeri 30. Pelexia cuculligera 31. Pelexia ekmanii 32. Pelexia goninensis 33. Pelexia goyazensis 34. Pelexia hysterantha 35. Pelexia incurvidens 36. Pelexia itatiayae 37. Pelexia laminata 38. Pelexia laxa 39. Pelexia lindmanii 40. Pelexia longibracteata 41. Pelexia macropoda 42. Pelexia mattogrossensis 43. Pelexia minarum 44. Pelexia novofriburguensis 45. Pelexia oestrifera 46. Pelexia orobanchoides 47. Pelexia orthosepala 48. Pelexia parva 49. Pelexia phallocallosa 50. Pelexia pterygantha 51. Pelexia sancta 52. Pelexia sceptrum 53. Pelexia stenantha 54. Pelexia tenuior 55. Pelexia trachyglossa 56. Pelexia viridis 57. Peristeria cerina 58. Peristeria guttata 59. Peristeria pendula 60. Peristeria rossiana 61. Peristeria serroniana 62. Pescatoria hemixantha 63. Pescatoria violacea 64. Phloeophila bradei 65. Phloeophila nummularia 66. Phragmipedium caricinum 67. Phragmipedium chapadense 68. Phragmipedium klotzschianum 69. Phragmipedium lindleyanum 70. Phragmipedium longifolium 71. Phragmipedium vittatum 72. Phymatidium aquinoi 73. Phymatidium delicatulum 74. Phymatidium falcifolium 75. Phymatidium hysteranthum 76. Phymatidium limae 77. Phymatidium mellobarretoi 78. Phymatidium microphyllum 79. Phymatidium vogelii 80. Phymatochilum brasiliense 81. Physosiphon deregularis 82. Physosiphon serrulatum 83. Platyrhiza quadricolor | 1. Platystele edmundoi 2. Platystele ovalifolia 3. Platystele oxyglossa 4. Platystele stenostachya 5. Plectrophora calcarhamata 6. Plectrophora cultrifolia 7. Plectrophora edwallii 8. Plectrophora iridifolia 9. Plectrophora schmidtii 10. Pleurothallis colnagoi 11. Pleurothallis discoidea 12. Pleurothallis dracula 13. Pleurothallis pruinosa 14. Pleurothallis ruscifolia 15. Pleurothallis steyermarkii 16. Pleurothallis trullilabia 17. Pleurothallis undulata 18. Pleurothallis viridiflora 19. Pleurothallopsis nemorosa 20. Pogoniopsis nidusavis 21. Pogoniopsis schenkii 22. Polycycnis silvana 23. Polycycnis surinamensis 24. Polyotidium huebneri 25. Polystachya bradei 26. Polystachya caespitosa 27. Polystachya concreta 28. Polystachya foliosa 29. Polystachya geraensis 30. Polystachya micrantha 31. Polystachya pinicola 32. Polystachya rupicola 33. Polystachya stenophylla 34. Polystachya tricuspidata 35. Ponthieva phaenoleuca 36. Ponthieva pubescens 37. Ponthieva racemosa 38. Prescottia densiflora 39. Prescottia epiphyta 40. Prescottia glazioviana 41. Prescottia lancifolia 42. Prescottia microrhiza 43. Prescottia montana 44. Prescottia nivalis 45. Prescottia octopollinica 46. Prescottia oligantha 47. Prescottia phleoides 48. Prescottia plantaginea 49. Prescottia polyphylla 50. Prescottia pubescens 51. Prescottia rodeiensis 52. Prescottia stachyodes 53. Promenaea albescens 54. Promenaea dusenii 55. Promenaea guttata 56. Promenaea malmquistiana 57. Promenaea microptera 58. Promenaea nigricans 59. Promenaea ovatiloba 60. Promenaea paranaensis 61. Promenaea riograndensis 62. Promenaea rollissonii 63. Promenaea silvana 64. Promenaea sincorana 65. Promenaea stapelioides 66. Promenaea xanthina 67. Prosthechea abbreviata 68. Prosthechea aemula 69. Prosthechea alagoensis 70. Prosthechea allemanii 71. Prosthechea allemanoides 72. Prosthechea apuahuensis 73. Prosthechea bohnkiana 74. Prosthechea borsiana 75. Prosthechea bueraremensis 76. Prosthechea bulbosa 77. Prosthechea caetensis 78. Prosthechea calamaria 79. Prosthechea campos-portoi 80. Prosthechea carrii 81. Prosthechea crassilabia 82. Prosthechea elisae 83. Prosthechea faresiana 84. Prosthechea fausta 85. Prosthechea fragrans 86. Prosthechea glumacea 87. Prosthechea grammatoglossa 88. Prosthechea kautskyi 89. Prosthechea marciliana 90. Prosthechea moojenii 91. Prosthechea pachysepala 92. Prosthechea papilio 93. Prosthechea regentii 94. Prosthechea regnelliana 95. Prosthechea roraimensus 96. Prosthechea sessiliflora 97. Prosthechea silvana 98. Prosthechea vespa 99. Pseudoeurystyles cogniauxii 100. Pseudoeurystyles gardneri 101. Pseudoeurystyles lorenzii 102. Pseudoeurystyles ochyrana 103. Pseudoeurystyles splendissima 104. Pseudolaelia brejetubensis 105. Pseudolaelia canaanensis 106. Pseudolaelia cipoensis 107. Pseudolaelia citrina 108. Pseudolaelia corcovadensis 109. Pseudolaelia dutraei 110. Pseudolaelia freyi 111. Pseudolaelia geraensis 112. Pseudolaelia irwiniana 113. Pseudolaelia maquijiensis 114. Pseudolaelia vellozicola 115. Psilochilus dusenianus 116. Psilochilus modestus 117. Psychopsis limminghei 118. Psychopsis papilio 119. Psychopsis versteegianum 120. Pteroglossa euphlebia 121. Pteroglossa glazioviana 122. Pteroglossa hilariana 123. Pteroglossa macrantha 124. Pteroglossa roseoalba 125. Pteroglossa travassosii 126. Pygmaeorchis brasiliensis 127. Pygmaeorchis seidelii |

## Q
| 1. Quekettia microscopica 2. Quekettia papillosa |

## R
| 1. Rauhiella brasiliensis 2. Rauhiella seehaweri 3. Rauhiella silvana 4. Masdevallia striatella 5. Rhamphorhynchus mendoncae 6. Rhetinantha aciantha 7. Rhetinantha cerifera 8. Rhetinantha friedrichsthalii 9. Rhetinantha notylioglossa 10. Rhetinantha scorpioidea | 1. Rodriguezia bahiensis 2. Rodriguezia batemannii 3. Rodriguezia bifolia 4. Rodriguezia brachystachys 5. Rodriguezia bracteata 6. Rodriguezia candida 7. Rodriguezia carnea 8. Rodriguezia decora 9. Rodriguezia lanceolata 10. Rodriguezia leeana 11. Rodriguezia limae 12. Rodriguezia luteola 13. Rodriguezia negrensis 14. Rodriguezia obtusifolia 15. Rodriguezia pardina 16. Rodriguezia pubescens 17. Rodriguezia refracta 18. Rodriguezia rigida 19. Rodriguezia sticta 20. Rodriguezia venusta 21. Rodrigueziopsis eleutherosepala 22. Rodrigueziopsis microphyton 23. Ronaldella dettermannii 24. Rudolfiella aurantiaca 25. Rudolfiella bicornaria 26. Rudolfiella lindmaniana |

## S
| 1. Sacoila duseniana 2. Sacoila foliosa 3. Sacoila hassleri 4. Sacoila lanceolata 5. Sanderella discolor 6. Sanderella riograndensis 7. Sarcoglottis acaulis 8. Sarcoglottis acutata 9. Sarcoglottis alexandri 10. Sarcoglottis amazonica 11. Sarcoglottis biflora 12. Sarcoglottis caudata 13. Sarcoglottis curvisepala 14. Sarcoglottis depinctrix 15. Sarcoglottis fasciculata 16. Sarcoglottis gonzalezii 17. Sarcoglottis grandiflora 18. Sarcoglottis heringeri 19. Sarcoglottis homalogastra 20. Sarcoglottis magdalenensis 21. Sarcoglottis metallica 22. Sarcoglottis riocontensis 23. Sarcoglottis schwackei 24. Sarcoglottis uliginosa 25. Sarcoglottis umbrosa 26. Sarcoglottis ventricosa 27. Sarcoglottis veyretiae 28. Sarcoglottis viscosa 29. Sarracenella asaroides 30. Sarracenella pubescens 31. Saundersia mirabilis 32. Saundersia paniculata 33. Sauroglossum elatum 34. Sauvetrea laevilabris 35. Scaphyglottis bidentata 36. Scaphyglottis boliviensis 37. Scaphyglottis emarginata 38. Scaphyglottis fusiformis 39. Scaphyglottis graminifolia 40. Scaphyglottis grandiflora 41. Scaphyglottis imbricata 42. Scaphyglottis livida 43. Scaphyglottis modesta 44. Scaphyglottis prolifera 45. Scaphyglottis reflexa 46. Scaphyglottis sickii 47. Scaphyglottis stellata 48. Scelochilopsis ecalcarata 49. Scelochilus paraguaensis 50. Schomburgkia gloriosa 51. Schomburgkia marginata 52. Schunkea vierlingii 53. Scuticaria hadwenii 54. Scuticaria irwiniana 55. Scuticaria itirapinensis 56. Scuticaria kautskyi 57. Scuticaria novaesii 58. Scuticaria steelei 59. Scuticaria strictifolia 60. Selenipedium isabelianum 61. Selenipedium palmifolium 62. Selenipedium steyermarkii 63. Sertifera virgata 64. Sigmatostalix amazonica 65. Sigmatostalix huebneri 66. Skeptrostachys arechavaletanii 67. Skeptrostachys balanophorostachya 68. Skeptrostachys congestiflora 69. Skeptrostachys disoides 70. Skeptrostachys gigantea 71. Skeptrostachys latipetala 72. Skeptrostachys montevidensis 73. Skeptrostachys paraguayensis 74. Skeptrostachys paranahybae 75. Skeptrostachys rupestris 76. Skeptrostachys stenorrhynchoides 77. Sobralia augusta 78. Sobralia bletiae 79. Sobralia cataractarum 80. Sobralia decora 81. Sobralia fimbriata 82. Sobralia fragrans 83. Sobralia granitica 84. Sobralia infundibuligera 85. Sobralia liliastrum 86. Sobralia macrophylla 87. Sobralia malmiana 88. Sobralia margaritae 89. Sobralia pumila 90. Sobralia rondonii 91. Sobralia stenophylla 92. Sobralia valida 93. Sobralia yauaperyensis 94. Solenidium lunatum 95. Solenidium racemosum 96. Specklinia acutidentata 97. Specklinia amaralii 98. Specklinia aristulata 99. Specklinia armeniaca 100. Specklinia articulata 101. Specklinia avenacea 102. Specklinia bacillaris 103. Specklinia barbosana 104. Specklinia bowmannii 105. Specklinia bradei | 1. Specklinia calcarata 2. Specklinia campestris 3. Specklinia carinifera 4. Specklinia carrisii 5. Specklinia carvalhoi 6. Specklinia castellensis 7. Specklinia conspersa 8. Specklinia cordilabia 9. Specklinia crassicaulis 10. Specklinia crebifolia 11. Specklinia crenata 12. Specklinia curti-bradei 13. Specklinia deltoglossa 14. Specklinia elegantula 15. Specklinia filiformis 16. Specklinia fluminensis 17. Specklinia garayi 18. Specklinia glandulipetala 19. Specklinia graveolens 20. Specklinia grobyi 21. Specklinia hastulata 22. Specklinia imbeana 23. Specklinia leontoglossa 24. Specklinia leucopyramis 25. Specklinia leucosepala 26. Specklinia lineolata 27. Specklinia lingua 28. Specklinia liparanges 29. Specklinia matinhensis 30. Specklinia miniatolineolata 31. Specklinia miragliae 32. Specklinia mouraeoides 33. Specklinia muscoidea 34. Specklinia pandurifera 35. Specklinia pantherina 36. Specklinia parva 37. Specklinia picta 38. Specklinia piratiningana 39. Specklinia pleurothalloides 40. Specklinia pauloensis 41. Specklinia podoglossa 42. Specklinia pristeoglossa 43. Specklinia punctatifolia 44. Specklinia quadridentata 45. Specklinia robertoi 46. Specklinia rubidanta 47. Specklinia rubrolineata 48. Specklinia ruschii 49. Specklinia scabripes 50. Specklinia sordida 51. Specklinia spathuliglossa 52. Specklinia spiculifera 53. Specklinia stictophylla 54. Specklinia subnulla 55. Specklinia subpicta 56. Specklinia sulphurea 57. Specklinia tenera 58. Specklinia transparens 59. Specklinia trifida 60. Specklinia trilineata 61. Specklinia truncicola 62. Specklinia uniflora 63. Specklinia vellozoana 64. Specklinia violaceomaculata 65. Specklinia verboonenii 66. Specklinia wacketii 67. Specklinia wanderbildtiana 68. Stanhopea candida 69. Stanhopea grandiflora 70. Stanhopea graveolens 71. Stanhopea guttulata 72. Stanhopea insignis 73. Stanhopea lietzei 74. Stanhopea oculata 75. Stelis aprica 76. Stelis arcuata 77. Stelis argentata 78. Stelis calodyction 79. Stelis calotricha 80. Stelis campos-portoi 81. Stelis cupuligera 82. Stelis dusenii 83. Stelis ephemera 84. Stelis filiformis 85. Stelis fragrans 86. Stelis fusca 87. Stelis gelida 88. Stelis ghillanyi 89. Stelis gomesii-ferreirae 90. Stelis grandiflora 91. Stelis granulosa 92. Stelis gunningiana 93. Stelis imraei 94. Stelis intermedia 95. Stelis itatiayae 96. Stelis laxiflora 97. Stelis leinigii 98. Stelis loefgrenii 99. Stelis megantha 100. Stelis modesta 101. Stelis ochracea 102. Stelis oligantha 103. Stelis omalosantha 104. Stelis palmeiraensis 105. Stelis papaquerensis 106. Stelis parvifolia 107. Stelis pauloensis 108. Stelis peliochyla 109. Stelis pellifeloidis 110. Stelis piraquarensis 111. Stelis pumila 112. Stelis pusilla 113. Stelis reitzii 114. Stelis robusta 115. Stelis ruprechtiana 116. Stelis sarcopetala 117. Stelis schenckii 118. Stelis suzanensis 119. Stelis tabacina 120. Stelis thermophila 121. Stelis triangularis 122. Stelis tricolor 123. Stelis trimeropetala 124. Stelis tristyla 125. Stelis wawraeana 126. Stelis wettsteiniana 127. Stenia bohnkiana 128. Stenia pallida 129. Stenoptera acuta 130. Stictophyllorchis pygmaea 131. Stigmatosema draculoides 132. Stigmatosema garayana 133. Stigmatosema hatschbachii 134. Stigmatosema odileana 135. Stigmatosema pedicellata 136. Stigmatosema polyaden |

## T
| 1. Talpinaria bivalvis 2. Talpinaria hitchcockii 3. Thelyschista ghillanyi 4. Thysanoglossa jordanensis 5. Thysanoglossa organensis 6. Trichocentrum albococcineum 7. Trichocentrum fuscum 8. Trichocentrum ionopthalmum 9. Trichocentrum mattogrossense 10. Trichocentrum orthoplectron 11. Trichocentrum pinelii 12. Trichocentrum porphyrio 13. Trichocentrum pulchrum 14. Trichocentrum recurvum 15. Trichocentrum tenuiflorum 16. Trichocentrum wagneri 17. Trichopilia fragrans 18. Trichopilia laxa 19. Trichopilia santoslimae 20. Trichosalpinx ciliaris 21. Trichosalpinx cryptantha | 1. Trichosalpinx dura 2. Trichosalpinx egleri 3. Trichosalpinx intricata 4. Trichosalpinx montana 5. Trichosalpinx orbicularis 6. Trichosalpinx purpurea 7. Trichosalpinx pusilla 8. Trichosalpinx quitensis 9. Trigonidium acuminatum 10. Trigonidium latifolium 11. Trigonidium macranthum 12. Trigonidium obtusum 13. Trigonidium turbinatum 14. Triotosiphon venezuelanum 15. Triphora amazonica 16. Triphora carnosula 17. Triphora duckei 18. Triphora heringeri 19. Triphora pusilla 20. Triphora surinamensis 21. Trisetella triglochin 22. Trizeuxis falcata |

## U
| 1. Uleiorchis ulei |

## V
| 1. Vanilla angustipetala 2. Vanilla bahiana 3. Vanilla bertoniensis 4. Vanilla carinata 5. Vanilla chamissonis 6. Vanilla cristagalli 7. Vanilla cristatocallosa 8. Vanilla denticulata 9. Vanilla dungsii 10. Vanilla edwallii 11. Vanilla gardneri 12. Vanilla lindmaniana 13. Vanilla mexicana 14. Vanilla odorata 15. Vanilla organensis 16. Vanilla ovata 17. Vanilla palmarum 18. Vanilla parvifolia | 1. Vanilla planifolia 2. Vanilla purusara 3. Vanilla ribeiroi 4. Vanilla schwackeana 5. Vanilla surinamensis 6. Vanilla trigonocarpa 7. Vanilla uncinata 8. Veyretia aphylla 9. Veyretia cogniauxiana 10. Veyretia hassleri 11. Veyretia neuroptera 12. Veyretia rupestris 13. Veyretia rupicola 14. Veyretia sagittata 15. Veyretia simplex 16. Veyretia sincorensis 17. Veyretia undulata |

## W
| 1. Warmingia eugenii 2. Warrea warreana | 1. Warczewiczella amazonica 2. Warczewiczella candida 3. Warczewiczella wailesiana 4. Wullschlaegelia aphylla 5. Wullschlaegelia calcarata |

## X
| 1. Xerorchis amazonica 2. Xerorchis trichorhiza | 1. Xylobium chapadense 2. Xylobium colleyi 3. Xylobium dusenii 4. Xylobium foveatum 5. Xylobium pallidiflorum 6. Xylobium squalens 7. Xylobium variegatum |

## Z
| 1. Zootrophion atropurpureum 2. Zygopetalum crinitum 3. Zygopetalum graminifolium 4. Zygopetalum intermedium 5. Zygopetalum maculatum 6. Zygopetalum maxillare 7. Zygopetalum microphytum 8. Zygopetalum pabstii 9. Zygopetalum pedicellatum 10. Zygopetalum reginae 11. Zygopetalum sellowii 12. Zygopetalum silvanum 13. Zygopetalum sincoranum 14. Zygopetalum triste 15. Zygosepalum ballii 16. Zygosepalum kegelii 17. Zygosepalum labiosum 18. Zygosepalum lindeniae 19. Zygosepalum tatei | 1. Zygostates alleniana 2. Zygostates apiculata 3. Zygostates aquinoi 4. Zygostates bradei 5. Zygostates cornigera 6. Zygostates cornuta 7. Zygostates dasyrhiza 8. Zygostates densiflora 9. Zygostates grandiflora 10. Zygostates kuhlmannii 11. Zygostates linearisepala 12. Zygostates lunata 13. Zygostates multiflora 14. Zygostates octavioreisii 15. Zygostates ovatipetala 16. Zygostates papillosa 17. Zygostates pellucida 18. Zygostates pustulata |